# Fantomtetra
Fantomtetra (Hyphessobrycon megalopterus) är en fiskart som först beskrevs av Eigenmann, 1915.  Fantomtetra ingår i släktet Hyphessobrycon och familjen Characidae. IUCN kategoriserar arten globalt som livskraftig. Inga underarter finns listade i Catalogue of Life.